# 石龍芻屬
石龍芻屬（学名：Lepironia），也稱為蒲草屬，是莎草科下的一属多年生草本植物。

## 形态
石龙刍属具有木质匍匐的根状茎。该属植物的秆直立且密集丛生，内部具有横向膈膜。这类植物没有明显的叶片，苞片呈直立的圆柱状，形似秆的延伸部分，尖端呈钻形。
花序为穗状花序，外观上假侧生。假小穗通常包含一朵雌花和八朵或更多的雄花，其中假小穗基部的两片鳞片具有龙骨状的突起，并覆盖有柔毛。花柱相对较短，柱头有两个，形态细长。该属植物的小坚果呈扁平状，表面光滑无皱纹，且没有喙。

## 分布
分布于中国的广东和海南、台湾、马达加斯加及从亚洲热带地区延伸至大洋洲热带地区。